# Odbojkarški klub Branik
L'Odbojkarški klub Branik è una società pallavolistica femminile slovena con sede a Maribor: milita nel campionato di 1. DOL.

## Storia
L'Odbojkarški klub Branik viene fondato nel 1946, anno in cui la squadra viene anche ammessa a partecipare alla Prva Liga jugoslava, vincendo subito lo scudetto: tale competizione sarà vinta anche nel 1953, nella stagione 1984-85 e in quella 1985-86; questi risultati permettono al club di Maribor di partecipare alle competizioni europee.
Con la dissoluzione della Jugoslavia e la nascita della Slovenia, l'Odbojkarški klub Branik partecipa, dalla stagione 1991-92 al massimo campionato del proprio paese: tra il 1992 e il 2003 vince per dieci volte sia la Coppa di Slovenia sia lo scudetto.
Dopo un periodo di insuccessi, torna alla vittorie delle competizioni nazionali a partire dalla stagione 2008-09, a cui si aggiungono le affermazioni, per quattro volte, alla Middle European League.

## Rosa 2019-2020
| N° | Nome                 | Ruolo | Data di nascita   | Nazionalità sportiva |
| -- | -------------------- | ----- | ----------------- | -------------------- |
| 3  | Maja Košenina        | S     | 22 agosto 1998    | Slovenia             |
| 4  | Marina Kaučič        | C     | 19 ottobre 1993   | Slovenia             |
| 6  | Maja Pahor           | L     | 23 dicembre 1996  | Slovenia             |
| 7  | Nika Dobaj           | L     | 16 ottobre 1999   | Slovenia             |
| 8  | Brina Bračko         | C     | 12 gennaio 2000   | Slovenia             |
| 9  | Nina Stojiljković    | P     | 1º settembre 1996 | Francia              |
| 11 | Iva Šijanec          | P     | 11 marzo 2003     | Slovenia             |
| 12 | Neja Kramberger      | O     | 8 dicembre 2001   | Slovenia             |
| 13 | Anita Sobočan        | S     | 26 maggio 1997    | Slovenia             |
| 14 | Isa Ramić            | O     | 18 febbraio 2004  | Slovenia             |
| 15 | Ela Pintar           | C     | 11 gennaio 1996   | Slovenia             |
| 16 | Anamarija Galić      | O     | 7 gennaio 2001    | Austria              |
| 17 | Lorena Fijok Lorber  | S     | 17 febbraio 2003  | Slovenia             |
| 18 | Ana Krajnc           | C     | 14 febbraio 2000  | Slovenia             |
| 19 | Julija Grubišič-Čabo | S     | 11 maggio 2004    | Slovenia             |
| 21 | Lina Winkler         | P     | 26 febbraio 2003  | Slovenia             |
| 22 | Pia Mar              | C     | 8 dicembre 2002   | Slovenia             |
| 23 | Klara Milošič        | C     | 13 novembre 2002  | Slovenia             |
| 24 | Urška Cikač          | L     | 13 maggio 2004    | Slovenia             |

## Palmarès
- Campionato jugoslavo: 4

1946, 1953, 1984-85, 1985-86
- Campionato sloveno: 16

1991-92, 1992-93, 1995-96, 1997-1998, 1998-99, 1999-00, 2000-01, 2001-02, 2008-09, 2010-11,
2011-12, 2012-13, 2013-14, 2016-17, 2017-18, 2018-19
- Coppa di Slovenia: 18

1991-92, 1992-93, 1993-94, 1995-96, 1997–98, 1998–99, 1999–00, 2000–01, 2001–02, 2002-03,
2008–09, 2010–11, 2011–12, 2012–13, 2013–14, 2016–17, 2017–18, 2019-20
- Middle European League: 4

2009-10, 2011-12, 2012-13, 2014-15